# Vága kommuna

Vága kommuna

Vága kommuna (übersetzt: Gemeinde Vágar) ist eine färöische Gemeinde auf der Insel Vágoy. Zur Gemeinde gehören die Orte Miðvágur, Vatnsoyrar, Sandavágur und das verlassene Dorf Slættanes. Anfang 2016 lebten genau 1990 Menschen in der Gemeinde Vágar.

## Die Gemeinde
Am 1. Januar 2009 wurde die färöische Gemeinde Vágar (Vága kommuna) durch Zusammenlegung der bis dahin bestehenden Gemeinden Miðvágur (Miðvágs kommuna) und Sandavágur (Sandavágs kommuna) gebildet. Die Gemeinde hat sich nach den beiden größten Orten Miðvágur und Sandavágur den Namen Vágar ("Buchten") gegeben. Die Insel Vágoy wird allerdings auch häufig Vágar genannt. Die Gemeinde Vágar nimmt die östliche Hälfte der Insel Vágoy/Vágar ein. In der westlichen Hälfte liegt die Nachbargemeinde Sørvágur  (Sørvágs kommuna).
Bürgermeisterin (borgarstjóri) von Vágar ist Rósa Samuelsen vom Sambandsflokkurin. Sitz der Gemeindeverwaltung (býráðsskrivstovan) ist in Sandavágur.

## Bilder

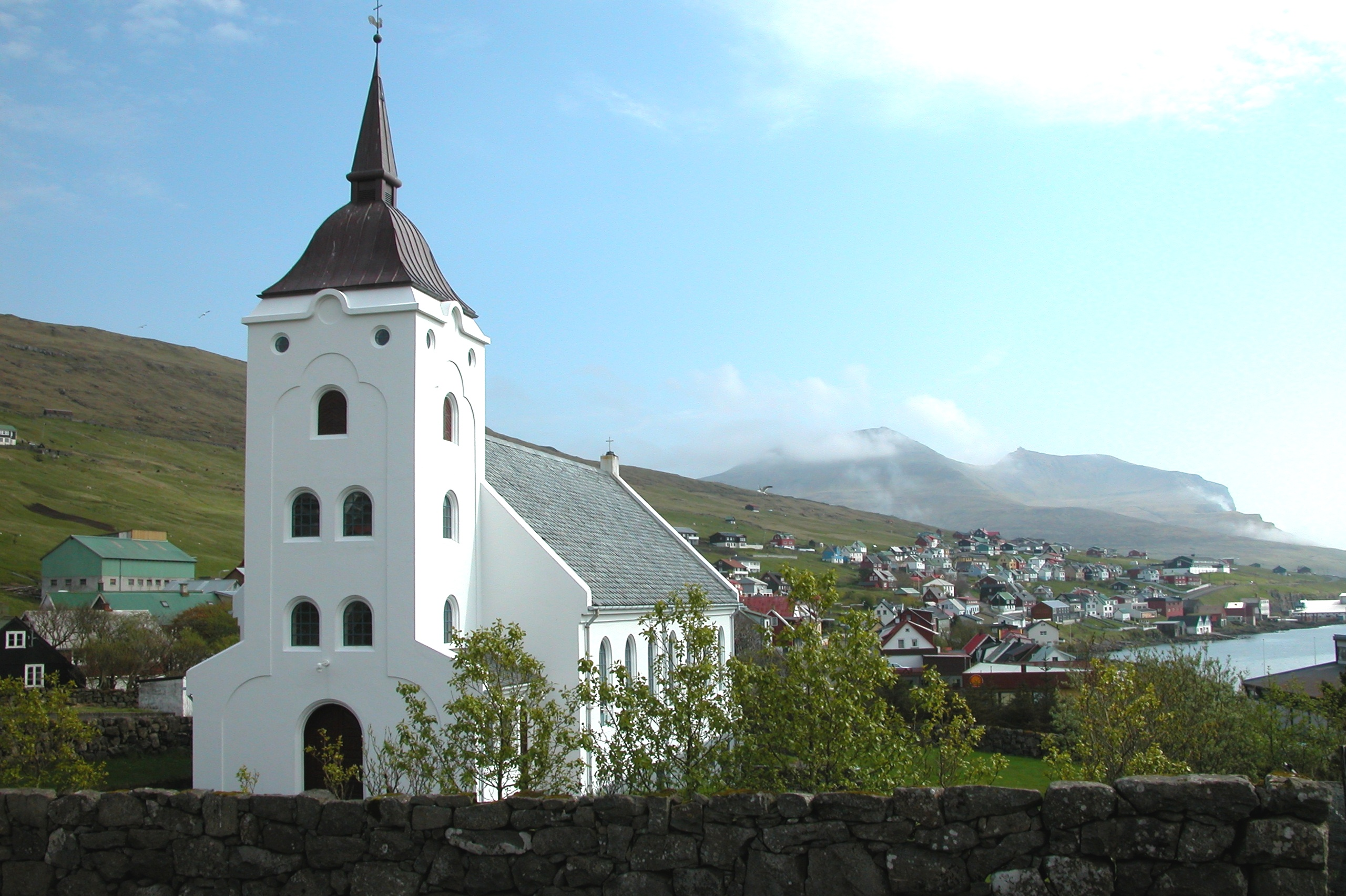
Die Kirche in Miðvágur
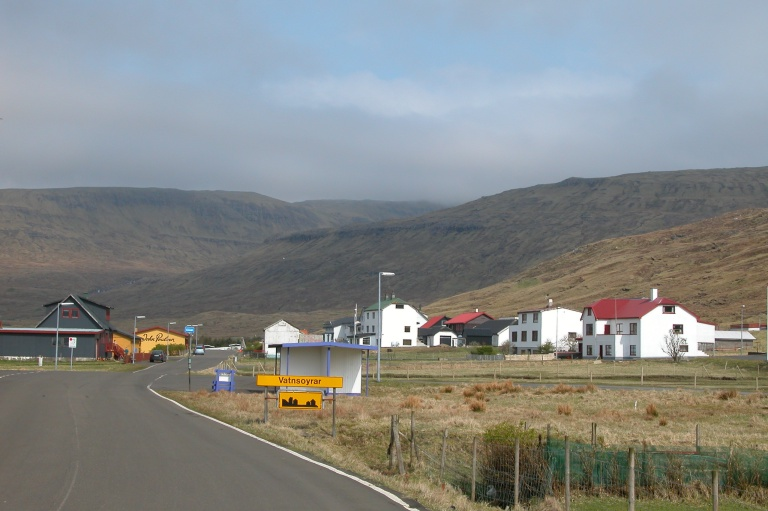
Ortseingang von Vatnsoyrar
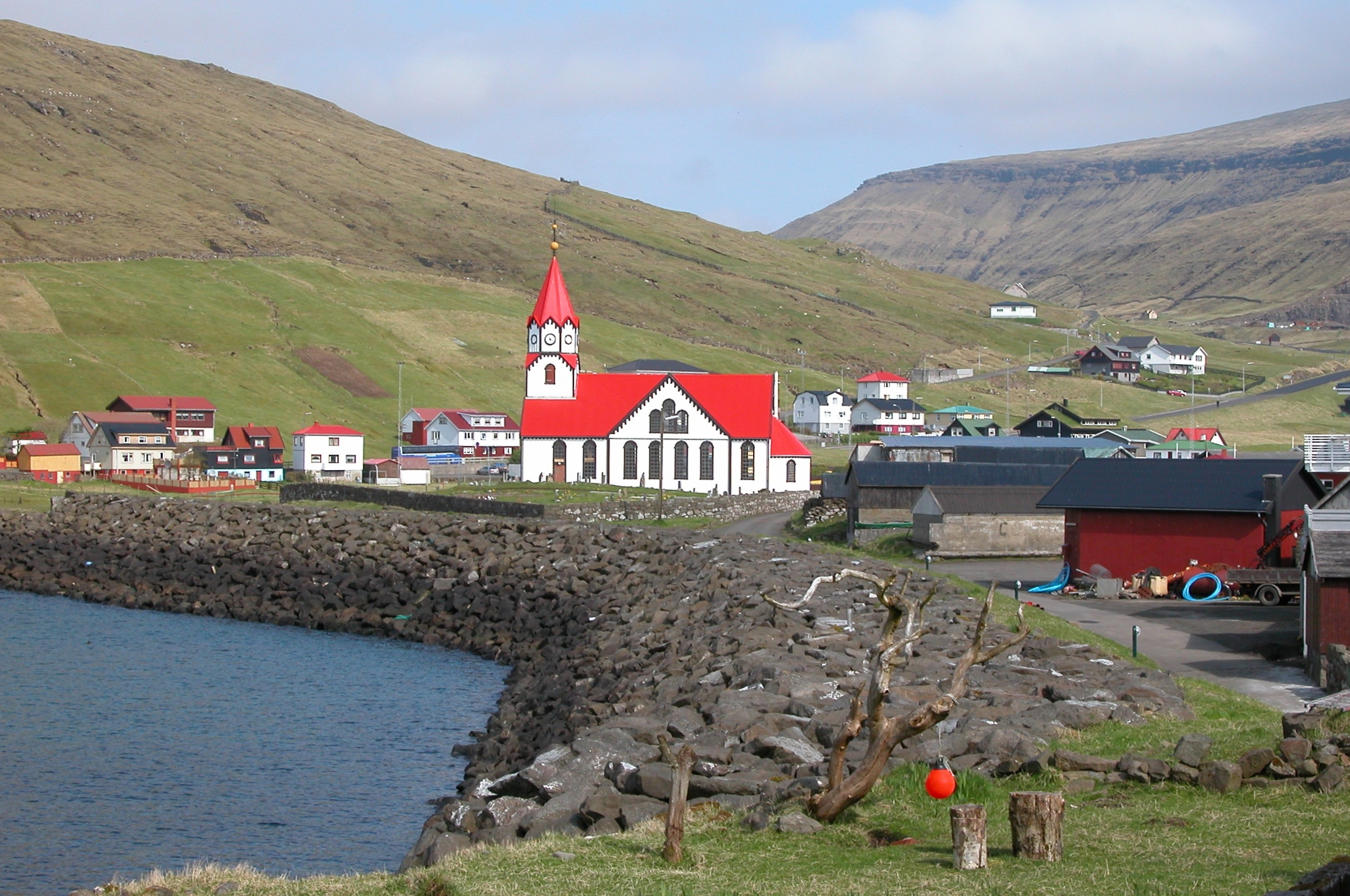
Die Kirche in Sandavágur
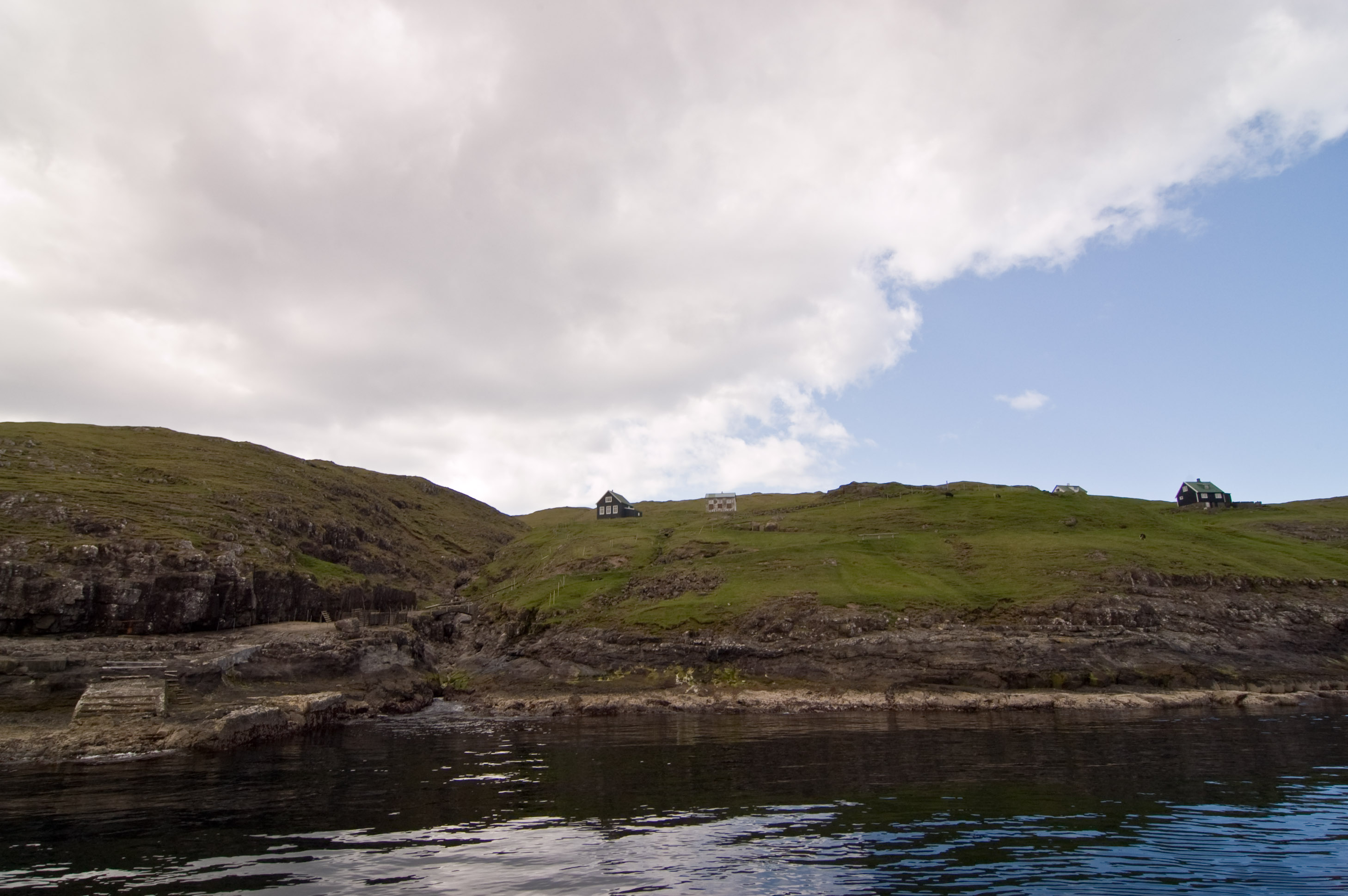
Slættanes
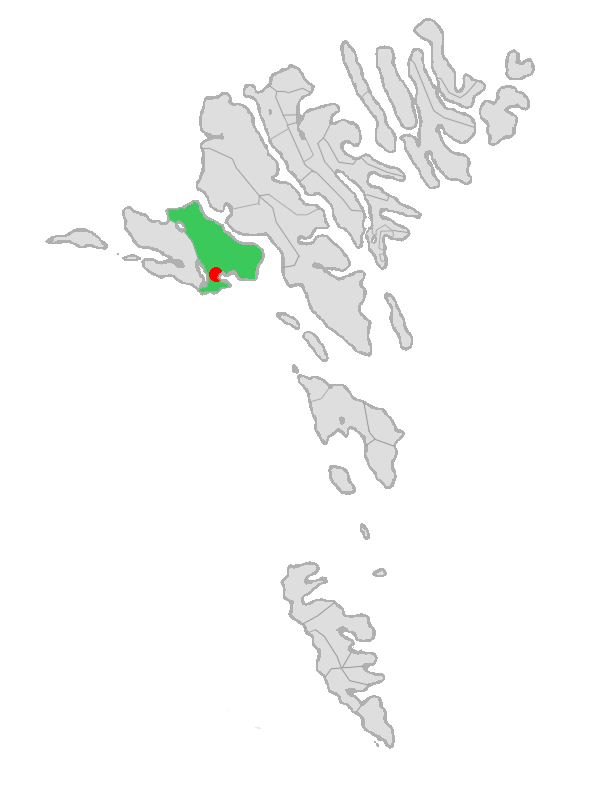
Das Gebiet der Gemeinde (grün) mit dem Gemeindezentrum (roter Punkt) im Jahr 2009.

## Sehenswürdigkeiten
Die beiden größten Seen auf den Färöern, das Leitisvatn und das Fjallavatn, befinden sich auf der Grenze zur Nachbargemeinde Sørvágur. Deshalb gehört jeweils die östliche Hälfte der Seen zum Gebiet der Gemeinde Vágar. Der Trøllkonufingur liegt vor der Südküste der Insel ebenfalls auf dem Gemeindegebiet.